# The Internet (groupe)
The Internet est un groupe californien de musique R'n'B situé à Los Angeles. Il est constitué des artistes Syd, Matt Martians, Patrick Paige II, Christopher Smith et Steve Lacy. Ils ont sorti quatre albums studio depuis leurs débuts en 2011. Leur album Ego Death  a été sélectionné pour le Grammy Award du meilleur album urbain contemporain en 2015.

## Histoire
Le groupe de musique The Internet a été créé au début de l'année 2011 par les membres de Odd Future, Syd et Matt Martians, ainsi que de Patrick Paige, Christopher Smith et Tay Walker.
Leur premier album Purple Naked Ladies est sorti dans les bacs le 20 décembre 2011. C'était le premier album de Odd Future à sortir sous le label Odd Future Records. Seuls les chansons, Cocaine et Fastlane, ont des clips vidéos pour accompagner leurs sorties,.
Le groupe a sorti son deuxième album Feel Good en septembre 2013. Le premier single de l'album, Give It Time, a été diffusé sur le SoundCloud officiel d'Odd Future.
Leur troisième album, Ego Death, a été diffusé par Odd Future & Columbia le 30 juin 2015 avec la participation de Janelle Monae, Tyler the Creator, Vic Mensa et Kaytranada. Matt Martians sur NPR a déclaré au sujet du titre de l'album: "Beaucoup de gens que nous connaissons ont simplement examiné leurs egos à bien des égards," et il explique que "Certaines personnes perdent leur emploi quand, l'année dernière, elles étaient au sommet de la gloire, la carrière de certaines personnes allant dans des directions différentes et qu'elles ne prévoyaient pas. De plus l'on voit bien aujourd'hui sur internet - que ce soit Instagram ou Twitter - que tout ce que les gens mettent en ligne n'est basé que sur leur ego."

## Discographie

### Albums studio
| Titre               | Détails album | Position dans les classements | Position dans les classements | Position dans les classements | Position dans les classements |
| Titre               | Détails album | US                            | US R&B/ HH                    | US Heat                       | AUS                           |
| ------------------- | --- | ----------------------------- | ----------------------------- | ----------------------------- | ----------------------------- |
| Purple Naked Ladies | - Sortie : 19/12/2011 (version digitale) 31/01/2012 (copie physique) - Label : Odd Future, Sony - Formats : CD, digital download | —                             | —                             | 31                            | —                             |
| Feel Good           | - Sortie : 24/09/2013 - Label : Odd Future, Sony - Formats : CD, digital download                                                | —                             | —                             | 11                            | —                             |
| Ego Death           | - Sortie : 26/06/2015 - Label : Odd Future, Columbia - Formats : CD, digital download, vinyl                                     | 89                            | 9                             | —                             | 45                            |
| Hive Mind           | - Sortie : 20/07/2018 - Label : Columbia - Formats : CD, digital download, vinyl                                                 | —                             | —                             | —                             | —                             |

### EP
| Titre                                           | Détails de l'album                                                     |
| ----------------------------------------------- | ---------------------------------------------------------------------- |
| Purple Naked Ladies: 4 Bonus Songs              | - Sortie : 1/02/2012 - Label : Odd Future - Format : Digital download  |
| Black and Blue Point Two (avec Raleigh Ritchie) | - Sortie : 14/04/2014 - Label : Columbia - Format : Digital download   |
| Ego Death (Bonus Tracks)                        | - Sortie : 13/11/2015 - Label : Odd Future - Format : Digital download |

### Compilations
| Titre               | Détails de l'album                                                     |
| ------------------- | ---------------------------------------------------------------------- |
| 12 Odd Future Songs | - Sortie : 3/10/2011 - Label : Odd Future - Format : Digital download  |
| The OF Tape Vol. 2  | - Sortie : 20/03/2012 - Label : Odd Future - Format : Digital download |

### Singles
| Titre                      | Année | Album               |
| -------------------------- | ----- | ------------------- |
| Love Song - 1              | 2011  | Purple Naked Ladies |
| They Say                   | 2011  | Purple Naked Ladies |
| Cocaine                    | 2011  | Purple Naked Ladies |
| Fastlane                   | 2012  | Purple Naked Ladies |
| Partners In Crime Part Two | 2013  | Feel Good           |
| Dontcha                    | 2013  | Feel Good           |
| Special Affair             | 2015  | Ego Death           |
| Girl                       | 2015  | Ego Death           |

## Membres
- Syd - Chant (2011– à aujourd'hui)
- Matt Martians - Clavier (2011– à aujourd'hui)
- Patrick Paige II - Guitare basse (2013– à aujourd'hui)
- Christopher Smith - Batterie (2013– à aujourd'hui)
- Steve Lacy - Guitare (2015– à aujourd'hui)

### Anciens membres
- Tay Walker - Clavier (2011-2013)
- Jameel "KiNTaRO" Bruner - Clavier (2013-2016)

## Prix

### Soul Train Music Awards
| Année | Prix              | Résultat |
| ----- | ----------------- | -------- |
| 2015  | Centric Certified | Nommé    |

### Grammy Awards
| Année | Prix                          | Résultat |
| ----- | ----------------------------- | -------- |
| 2016  | Best Urban Contemporary Album | Nommé    |